# Sorpresa Rock
Der Sorpresa Rock (spanisch Roca Sorpresa ‚Überraschungsfelsen‘; im Vereinigten Königreich Suprise Island, deutsch Überraschungsinsel) ist ein freiliegender Klippenfelsen vor dem südlichen Ende der Adelaide-Insel und westlich der Antarktischen Halbinsel. Er liegt südwestlich des Cavalier Rock.
Sein Name findet sich erstmals auf einer chilenischen Landkarte aus dem Jahr 1947. Das Advisory Committee on Antarctic Names übertrug diese Benennung 1964 in einer Teilübersetzung ins Englische. Das UK Antarctic Place-Names Committee entschied sich im selben Jahr zu einer eigenständigen Benennung.